# Hélio Monteiro Batista
Hélio Monteiro Batista, meglio noto come Hélio (Teresina, 28 gennaio 1990), è un calciatore brasiliano, difensore dell'Erbil.

## Carriera
In carriera ha giocato 10 partite di qualificazione per l'Europa League, tutte con il Ventspils.